# Fatal Contract – Tür an Tür mit dem Tod
Fatal Contract – Tür an Tür mit dem Tod (The Landlady) ist ein US-amerikanischer Thriller von Robert Malenfant aus dem Jahr 1998.

## Handlung
Melanie Leroy träumt von einem Ehemann und von einer Familie. Sie heiratet, findet jedoch heraus, dass ihr Ehemann eine Affäre hat. Daraufhin fühlt sie sich enttäuscht und vergiftet ihn.
Melanie erbt ein Wohnhaus, in das Patrick Forman einzieht. Sie versucht, ihn zu zwingen, mit ihr als Lebenspartner zu bleiben. Melanie tötet einige Menschen, darunter die Freundin von Patrick. Sie knebelt ihn und fesselt ihn an sein Bett.
Eine mit Forman befreundete Frau kommt, ihn zu besuchen. Leroy sagt, Forman wäre abwesend, aber die Frau merkt Formans Auto vor dem Haus. Die Frau wird von Leroy in die Wohnung reingelassen, wo sie die Geldbörse von Forman merkt. Sie will die Polizei rufen. Leroy holt eine Pistole, Forman befreit sich in dieser Zeit. Er kämpft gegen Leroy, die von einem dabei ausgelösten Schuss getötet wird.

## Kritiken
Mike DeWolfe spottete, der Film gehöre nicht dem Genre Horror, sondern horrible (fürchterlich) an. Es sei schwer zu entscheiden, welcher seiner Aspekte am schlimmsten sei. Das Spiel von Talia Shire gehöre nicht zu ihren besten Darstellungen. Der Film leihe und verdünne Elemente der Horrorfilme wie Psycho und Misery.
Die Zeitschrift TV direkt 8/2007 schrieb, der Film sei unglaubwürdig und unfreiwillig komisch.